# Ганцюйхе I
ГЕС Ганцюйхе I (岗曲河一级水电站) — гідроелектростанція на півдні Китаю у провінції Юньнань. Використовує ресурс із річки Gǎngqū, лівої притоки Дзинша (верхня течія Янцзи).
У межах проєкту річку перекрили бетонною греблею висотою 73 метри, яка утримує водосховище з об'ємом 6,9 млн м3 і корисним об'ємом 1,2 млн м3. Зі сховища ресурс спрямовується до прокладеного у лівобережному гірському масиві дериваційного тунелю довжиною близько 6 км, який після вирівнювального резервуара переходить у напірний водовід.
Основне обладнання станції становлять дві турбіни загальною потужністю 60 МВт, котрі забезпечують виробництво 260 млн кВт·год електроенергії на рік.